# Instruktor nasiennictwa
Instruktor nasiennictwa – specjalista rolnictwa zatrudniony w wydziale rolnictwa i leśnictwa prezydium powiatowej rady narodowej, istniejący w latach 1952–1972, powołany w celu usprawnienia prac w zakresie nasiennictwa, zapewnienia właściwej dystrybucji kwalifikowanego materiału siewnego oraz stosownego działania w dziedzinie rejonizacji odmian i nasion.

## Powołanie instruktora
Na podstawie zarządzenie Ministra Rolnictwa z 1952 r. w sprawie organizacji nasiennictwa ustanowiono stanowisko instruktora nasiennictwa. Zarządzenie pozostawało w ścisłym związku uchwałą Rady Ministrów z 1952 r. w sprawie organizacji nasiennictwa, w ramach której powołano instruktorów nasiennictwa w wydziałach rolnictwa i leśnictwa prezydium wojewódzkich rad narodowych.
Instruktorzy nasiennictwa podlegali służbowo bezpośrednio kierownikowi wydziału rolnictwa i leśnictwa prezydium powiatowej rady narodowej.

## Zakres działania instruktora
Do zakresu działania instruktorów nasiennictwa należało:
- opracowanie powiatowych planów nasiennych na podstawie wytycznych wydziałów rolnictwa i leśnictwa prezydiów wojewódzkich rad narodowych;
- układanie dla poszczególnych gromad i spółdzielni produkcyjnych planu okresowego odnawiania materiału siewnego zbóż i ziemniaków;
- planowanie rozmieszczenia kontraktacji nasiennej na spółdzielnie produkcyjne, gospodarstwa państwowe (poza podległymi Ministrowi Państwowych Gospodarstw Rolnych) oraz gromady;
- typowanie przy współudziale zainteresowanych instytucji gospodarstw nasiennych i gospodarstw reprodukujących oryginały zbóż na I odsiewy;
- operatywny nadzór nad wykonaniem planu nasiennego w powiecie;
- prowadzenie ewidencji materiału kwalifikowanego;
- czuwanie - przy współpracy instruktora Centrali Nasiennej - nad wykonaniem planu kontraktacji nasiennej;
- instruktaż i nadzór w zakresie siewu, pielęgnowania, zbioru, omłotu, czyszczenia, przechowywania itp. materiałów nasiennych kwalifikowanych, ze szczególnym uwzględnieniem gospodarstw nasiennych i reprodukcyjnych;
- inspekcje plantacji nasiennych co do terminowego i należytego ich przygotowania do kwalifikacji polowej przy współpracy z Centralą Nasienną, Centralą Nasiennictwa Ogrodniczego i Szkółkarstwa oraz państwowymi gospodarstwami rolnymi podległymi Ministrowi Państwowych Gospodarstw Rolnych;
- prowadzenie ewidencji, organizacja i nadzór nad wykonaniem kwalifikacji polowej;
- nadzorowanie właściwego i terminowego pobierania prób dla stacji oceny nasion;
- nadzór nad wymianą sąsiedzką materiałów siewnych;
- współpraca z instruktorem powiatowym Centrali Nasiennej w zakresie skupu i rozprowadzenia kwalifikowanych materiałów siewnych;
- stała opieka nad produkcją nasienną w sektorze spółdzielczym oraz współpraca na tym odcinku z państwowymi ośrodkami maszynowymi i z wszystkimi innymi instytucjami zainteresowanymi w sprawach nasiennictwa (powiatowe związki gminnych spółdzielni "Samopomoc Chłopska", zespoły państwowych gospodarstw rolnych, delegatury powiatowe biur wojewódzkich Centrali Nasiennej, Związek Samopomocy Chłopskiej);
- wykonywanie sprawozdawczości w zakresie nasiennictwa w powiecie.

## Zniesienie Instruktora
Na podstawie uchwały Rady Ministrów z 1972 r. w sprawie utraty mocy obowiązującej niektórych uchwał Rady Ministrów, Prezydium Rządu, Komitetu Ekonomicznego Rady Ministrów i Komitetu Ministrów do Spraw Kultury, ogłoszonych w Monitorze Polskim zlikwidowano stanowisko instruktora nasiennictwa.